# Jan Knobloch
Jan Knobloch, detto Madelon (20 luglio 1905 – 3 agosto 1976), è stato un calciatore cecoslovacco, di ruolo centrocampista.

## Carriera

### Club
Detto  Madelon a causa della sua canzone preferita, giocava principalmente sulla sinistra del centrocampo. Nel 1927 venne acquistato dallo Sparta Praga e, dopo un anno e mezzo di prestito al Bohemians, divenne titolare nella formazione praghese conquistando con essa il campionato nel 1932.

### Allenatore
In seguito lavorò come allenatore di giovanili ed ebbe occasione di guidare la Nazionale Cecoslovacca per 2 partite nel 1948.

## Palmarès

### Club

#### Competizioni nazionali
- Campionato cecoslovacco: 1

Sparta Praga: 1931-1932